# SN 2003ct
SN 2003ct – supernowa odkryta 27 marca 2003 roku w galaktyce A112256-0256. W momencie odkrycia miała maksymalną jasność 19,00m.